# Свидня
Свидня (болг. Свидня) — село в Болгарии. Находится в Софийской области, входит в общину Своге. Население составляет 1050 человек (2022).

## Политическая ситуация
В местном кметстве Свидня, в состав которого входит Свидня, должность кмета (старосты) исполняет Венцислав Фердов Лозев (коалиция в составе 4 партий: Евророма, Национальное движение «Симеон Второй» (НДСВ), Политический клуб «Экогласность», Болгарская социалистическая партия (БСП)) по результатам выборов правления кметства.
Кмет (мэр) общины Своге — Емил Цветанов Атанасов (Болгарская социалистическая партия (БСП), Национальное движение «Симеон Второй» (НДСВ), «ЛИДЕР», Зелёные, Политический клуб «Экогласность», Евророма) по результатам выборов в правление общины.